# Cimetière des protestants étrangers de la rue de la Grange-aux-Belles
Le  cimetière des protestants étrangers de la rue de la Grange-aux-Belles  est un ancien cimetière des protestants étrangers, situé rue de la Grange-aux-Belles, à Paris.

## Historique
Lorsque le cimetière de la porte Saint-Martin est fermé en 1762, il est remplacé par un autre cimetière, situé dans un endroit bien défavorisé, dans le voisinage du second gibet de Montfaucon et de la grande voirie qui lui était annexée.
D'une superficie de 565 toises, il était situé à l'angle des rues des Écluses-Saint-Martin et de la Grange-aux-Belles ; il s'étend alors le long des no 47, 45, 43 et 41 de la rue de la Grange-aux-Belles et du no 1 de la rue des Écluses-Saint-Martin. Peut-être reçoit-il les corps des victimes des épidémies de peste de 1619 et 1702, le cimetière de l'hôpital Saint-Louis voisin ayant dû être alors insuffisant.
Cet enclos comporte deux parties séparées par un mur ; aux no 47 et 45 de la rue de la Grange-aux-Belles et au no 1 de la rue des Écluses-Saint-Martin était une cour pavée contenant le logis du concierge, fils ou petit-fils de Pierre Corroy. L'autre partie, plus grande, aux no 43 et 41 de la rue de la Grange-aux-Belles, plantée d'arbres fruitiers constituait le cimetière protestant proprement dit où quatre allées en croix délimitaient quatre carrés où la famille Corroy cultivait légumes, asperges et artichauts.
La Révolution ayant rendu aux différents cultes, ce cimetière devient sans objet à partir de la loi de septembre 1792 sur l'état civil. Les Domaines le louent, en 1794, pour 400 livres à la famille Corroy, puis le vendent pour 15 100 livres en 1796, cela en violation de la loi de mai 1791 spécifiant que les terrains de cimetières désaffectés ne pourraient être mis dans le commerce moins de dix ans après cette désaffectation.

## Personnalités inhumées
- John Paul Jones[1]